# Elisabeth Lloyd
Elisabeth Anne Lloyd (* 3. September 1956 in Morristown (New Jersey)) ist eine US-amerikanische Biophilosophin. Sie ist Professorin für Wissenschaftsgeschichte und Wissenschaftsphilosophie an der Indiana University in Bloomington (Indiana).

## Leben
Lloyd schloss 1980 ihren B.A. in Wissenschafts- und Politiktheorie an der University of Colorado at Boulder mit Summa cum laude ab. 1984 erhielt sie ihren Ph.D. in Philosophie von der Princeton University, nachdem sie 1983 an der Harvard University bei Stephen Jay Gould Genetik studierte. Von 1990 bis 1999 war Lloyd Professorin der Philosophie an der University of California, Berkeley. Seit 1998 ist sie Professorin für Biologie und Philosophie an der Indiana University.
2022 wurde Lloyd in die American Academy of Arts and Sciences gewählt.

## Arbeit
Lloyd arbeitet in erster Linie auf den Gebieten der Bio- und Wissenschaftsphilosophie und beschäftigt sich mit der Rolle von Modellen und Genderfragen in der Wissenschaft.

### The Case Of The Female Orgasm
2005 veröffentlichte Lloyd The Case of the Female Orgasm: Bias in the Science of Evolution, in dem sie 21 verschiedene Theorien zur Evolution des Orgasmus der Frau untersucht, und anhand dieser Analyse systematische Verzerrungen in der modernen Evolutionsforschung feststellt.
Laut Lloyd ist einzig die Theorie von Donald Symons aus dem Jahr 1979 haltbar. Symons vertrat die Auffassung, dass der weibliche Orgasmus im Gegensatz zum männlichen keine Evolutionäre Anpassung, sondern ein evolutionäres Nebenprodukt sei, ähnlich der männlichen Brustwarze. Dafür spreche die Tatsache, dass keine Korrelation zwischen weiblichen Orgasmen und Fertilität oder Häufigkeit des Geschlechtsverkehrs besteht. Keinesfalls empirisch gesichert sei die populäre "Upsuck-Hypothese", die den Kontraktionen beim weiblichen Orgasmus eine fruchtbarkeitssteigernde Wirkung zuschreibt. Auch die Aufrechterhaltung anderer Theorien sei durch empirische Erkenntnisse nicht gerechtfertigt. Umfragen zeigen, dass nur 25 % der Frauen beim Geschlechtsverkehr normalerweise einen Orgasmus haben, und auch diese Frauen hierzu häufig klitorale Stimulation benötigen. Zudem haben etwa ein Drittel der Frauen selten oder nie einen Orgasmus. Diese Tatsachen ließen erhebliche Zweifel an adaptiven Theorien zu. 
Im Anschluss diskutiert Lloyd mögliche Gründe für die starke Verbreitung adaptiver Theorien. Ähnlich wie ihr früherer Mentor Stephen Jay Gould konstatiert sie eine populäre Tendenz, adaptive gegenüber nichtadaptiven Erklärungen zu bevorzugen. Zweitens tendiere die von Männern dominierte Sexualwissenschaft dazu, Frauen fälschlicherweise eine männliche Reaktion auf Sex zuzuschreiben.
Das Buch traf auf ein starkes Medienecho.

## Bücher
- The Structure and Confirmation of Evolutionary Theory, Greenwood Press, 1988 (ISBN 0691000468).

- Keywords in Evolutionary Biology (mit Evelyn Fox Keller), Harvard University Press, 1992 (ISBN 0674503139).

- The Case of the Female Orgasm: Bias in the Science of Evolution, Harvard University Press, 2005 (ISBN 0674022467).

- Science, Politics and Evolution, Cambridge University Press, 2008 (ISBN 9780521865708).